# Богуславиці (Свентокшиське воєводство)
Богуславиці (пол. Bogusławice) — село в Польщі, у гміні Садове Опатовського повіту Свентокшиського воєводства.
Населення — 233 особи (2011).
У 1975-1998 роках село належало до Тарнобжезького воєводства.

## Демографія
Демографічна структура на день 31 березня 2011 року:
|          | Загалом | Допрацездатний вік | Працездатний вік | Постпрацездатний вік |
| -------- | ------- | ------------------ | ---------------- | -------------------- |
| Чоловіки | 115     | 21                 | 82               | 12                   |
| Жінки    | 118     | 13                 | 72               | 33                   |
| Разом    | 233     | 34                 | 154              | 45                   |